# Ciferrioxyphium giganteum
Ciferrioxyphium giganteum är en svampart som beskrevs av Bat. & H. Maia 1963. Ciferrioxyphium giganteum ingår i släktet Ciferrioxyphium och familjen Capnodiaceae.   Inga underarter finns listade i Catalogue of Life.